# Flip Video
Les càmeres Flip Video eren unes càmeres de vídeo sense cintes per a vídeo digital nord-americanes creades per Pure Digital Technologies, una empresa comprada per Cisco Systems el març de 2009; variants incloïen UltraHD, MinoHD , i SlideHD. Les càmeres de vídeo Flip eren conegudes per la seva interfície senzilla amb pocs botons, menús mínims i endolls USB integrats. Es van comercialitzar perquè feien vídeos fàcils de gravar i senzills de compartir.
La producció de la línia de càmeres de vídeo Flip es va desenvolupar des del 2006 fins a l'abril del 2011, quan Cisco Systems les va suspendre.
Les càmeres Flip van contribuir a augmentar la popularitat de càmeres de vídeo de butxaca similars, tot i que l'aparició de les càmeres de vídeo HD en molts smartphones han contribuit a la seva pèrdua de popularitat i èxit.

## Història

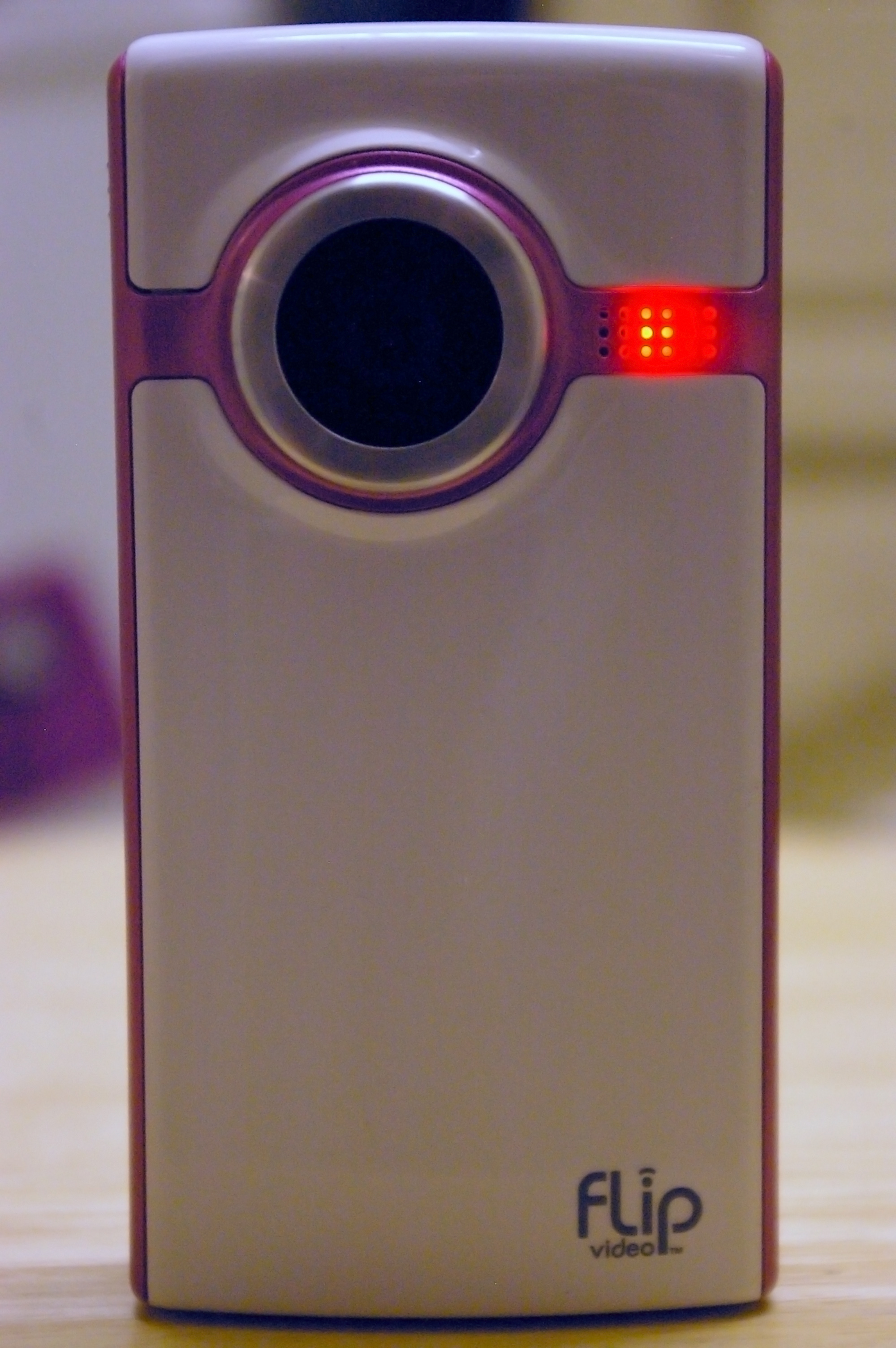

El 21 de maig de 2009, Cisco Systems va adquirir Pure Digital Technologies per 590 milions de dòlars en estoc.
El 12 d'abril de 2011, Cisco va anunciar que "sortirà d'aspectes del seu negoci de consum", la qual cosa inclou el tancament de la divisió Flip Vídeo.
Alguns observadors ja avisaven que Flip s'enfrontava als telèfons amb càmera, que estaven en auge, sobretot els telèfons intel·ligents o smartphones (que van interrompre el comerç d'electrònica de consum, com a càmeres point-and-shoot, rellotges de polsera, despertadors, reproductors de música portàtils i dispositius GPS) que recentment havien començat a incorporar càmeres de vídeo HD. No obstant això, els telèfons intel·ligents van suposar una petita fracció de les vendes totals mundials de telèfons mòbils en 2011, i les càmeres Flip encara es venien quan es va anunciar la seva interrupció.
Altres motius del tancament inclouen el fet que els compradors de les càmeres no formaven part dels principals negocis de serveis i programari de Cisco, i que els seus marges de benefici en electrònica de consum eren escasos.
A mesura que Cisco va tancar el negoci de Flip en lloc de desinvertir-lo i les patents i propietats intel·lectuals de l'adquisició poder servir per al negoci de videoconferència de Cisco en el futur.

## Característiques

### Resolució
Les càmeres Flip poden gravar vídeos amb diferents resolucions. Les càmeres de vídeo FlipHD enregistren digitalment vídeo d'alta definició amb una resolució de 1280 x 720 mitjançant la compressió de vídeo H.264, la compressió d' àudio Advanced Audio Coding (AAC) i el format de fitxer MP4, mentre que els models antics utilitzaven una resolució de 640 x 480. 

### Bateria
Els models MinoHD i SlideHD tenien una bateria interna recarregable d'ions de liti inclosa, mentre que la sèrie Ultra incloïa una bateria extraïble que es podia intercanviar amb piles estàndard AA o AAA.

### Parts, dispositius, aplicacions o incorporacions
Ningún dels models tenien ranures d'extensió per a targetes de memòria, tot i que la Flip UltraHD (2 hores) podia gravar en un dispositiu d'emmagatzematge mitjançant FlipPort. Els models es podien connectar a un ordinador amb un connector USB desplegable sense necessitat de cable USB. Les càmeres Flip van gravar so monoaural i van utilitzar una interfície senzilla de navegació per clips amb un D-pad i dos botons de control que permetien veure els vídeos gravats, iniciar i aturar la gravació i el zoom digital. La tercera i última generació de càmeres Flip UltraHD incorporaven estabilització digital i van augmentar la velocitat de fotogrames de 30 a 60 fotogrames per segon. Amb FlipPort, els usuaris podien connectar accessoris externs.
Totes les càmeres Flip incloïen el reproductor de vídeo necessari i el programari de còdec 3ivx, FlipShare, a l'emmagatzematge intern de la càmera. Per a tots els models posteriors al 2010, un cable HDMI podria transmetre vídeos a les pantalles de televisió.

### Disseny

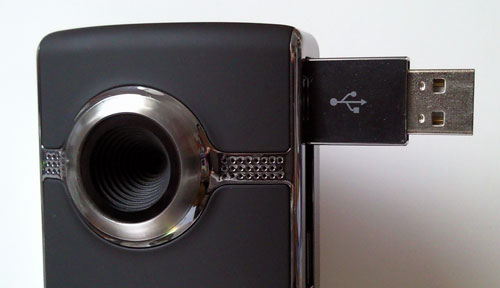
Flip UltraHD 03 500

Els models posteriors de Flip Video van venir en una varietat de colors i es podien demanar personalitzats amb dissenys pintats digitalment.

### Accessoris
Els accessoris per a la càmera de vídeo Flip incloïen una funda submarina, un mini trípode, un accessori per a un casc de bicicleta i una funda de llana (càmeres de vídeo Mino) o una bossa suau (Flip UltraHD), reemplaçaments de bateries recarregables per a la sèrie UltraHD i un cable d'extensió.
El programari d'acompanyament de Flip Video s'anomenava FlipShare, que facilitava la descàrrega de vídeos, l'edició bàsica i la càrrega a diversos llocs web. Després del llançament de la versió 5.6, FlipShare ja no incloïa una funció per convertir vídeo a format WMV.

## Models
- Càmera de vídeo digital pura d'un sol ús (20 minuts - model 200)
- Càmera de vídeo Pure Digital Point & Shoot (30 minuts - 225), amb nom en clau: Saturn 2.5
- Càmera de vídeo digital Pure Digital Point & Shoot (30 minuts - PSV-351; 60 minuts - PSV-352), nom en clau: Saturn 3.5
- Vídeo Pure Digital Flip (30 minuts - F130/PSV-451; 60 minuts - F160/PSV-452), Nom en clau: Austin
- Flip Video Ultra (30 minuts - F230/PSV-551; 60 minuts - F260/PSV-552) Nom en clau: Chicago
- Flip Video Ultra II (2 hores - U1120), Nom en clau: Phoenix SD
- Flip Video UltraHD (2 hores - U2120), Nom en codi: Phoenix HD
- Flip Video UltraHD II (1 hora - U260)
- Flip Video UltraHD III (2 hores - U32120)
- Flip Video Mino (1 hora - F360), Nom en clau: FremontFlip Video Mino

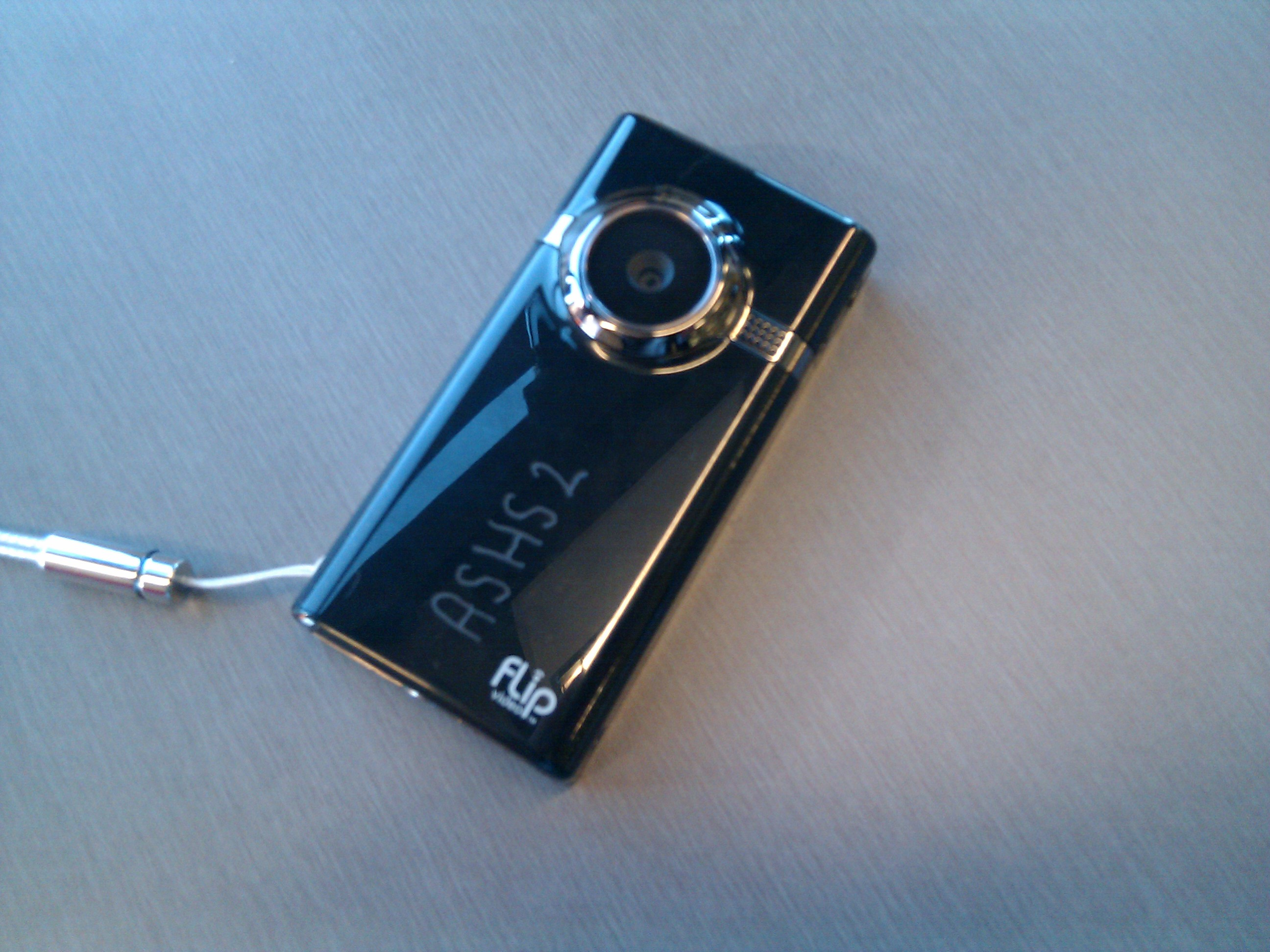
Flip Video Mino

- Flip Video MinoHD (1 hora - F460), Nom en codi: Newton
- Flip Video MinoHD II (2 hores - M2120), Nom en clau: Quantico
- Cisco Flip MinoPro (4 hores - MP2240)
- Flip Video MinoHD III (1 hora - M3160; 2 hores - M31120)
- Flip Video SlideHD (4 hores - S1240), Nom en codi: Jamestown
- Flip Video Ultra Live (mai s'ha llançat) / se suposa que es llançarà el 12 d'abril de 2011 (només es va fer una quantitat limitada) (2 hores)